# Bob O'Shaughnessy
Robert Arthur O'Shaughnessy, detto Bob (San Jose, 2 febbraio 1921 – Lihue, 5 settembre 1995), è stato un cestista statunitense, professionista nella NBL.

## Carriera
Giocò una stagione nella NBL, disputando 25 partite con 4,0 punti di media.